# N23 (Demokratische Republik Kongo)
Die N23 ist eine Fernstraße in der Demokratischen Republik Kongo, die in Boyabo an der Ausfahrt der N6 beginnt und bei Zongo endet. Die Straße führt weiter in das nahegelegene Bangui, die Hauptstadt der Zentralafrikanischen Republik. Die N23 ist 90 Kilometer lang.